# 福井道路
福井道路（ふくいどうろ）は、地域高規格道路の阿南安芸自動車道のうち、徳島県の桑野ICから小野ICまでの区間のことである。国道55号の事業中のバイパス道路。

## 概要
桑野道路も完成した場合の効果は以下の通り。

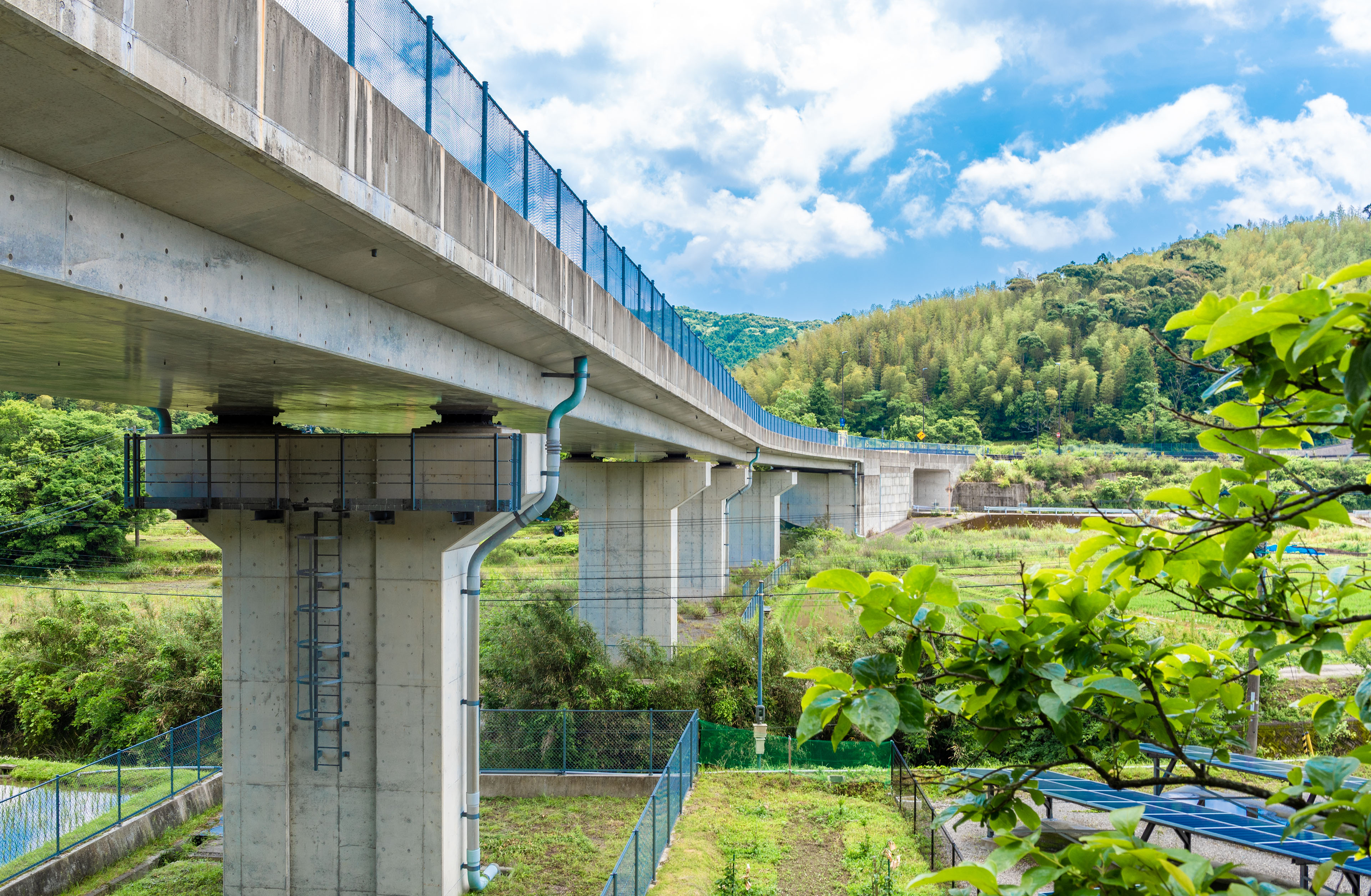
小野インターチェンジ

- 所要時間66 %短縮（阿南IC - 小野IC：従来27分→整備後12分）。
- 既存現道の混雑緩和、安全性・沿道環境向上（国道55号阿南市役所付近、徳島県道24号羽ノ浦福井線上中町交差点等）。
- 渋滞緩和により二酸化炭素排出量5,000 t削減（未整備117.5千 t→整備後112.5千 t、甲子園球場40個分広葉樹林）。
- 緊急搬送時間の短縮（県西部は30分圏達成済）。
  - 第3次医療施設への30分圏：従来25 km（国道195号交差付近）→整備後31 km（小野IC付近）
  - 同60分圏：従来50 km（JR日和佐駅付近）→整備後56 km（牟岐町役場付近）
- 東南海・南海地震による津波被害を回避した避難・緊急物資輸送路確立。
  - 阿南市内の津波浸水想定エリア：橘湾周辺（福井地域、橘地域、見能林地域等）
  - 阿南市内の浸水が想定される交通：国道55号、阿南道路、JR牟岐線等（最大浸水深6 m以上）

### 路線データ
- 起点：徳島県阿南市内原町桜木
- 終点：徳島県阿南市福井町小野
- 全長：9.6 km
- 規格：第1種第3級
- 道路幅員：12.0 m
- 車線数：2車線
- 車線幅員：3.5m
- 設計速度：80 km/h
- 通行料金：無料

## 位置関係
- （松山・高松・鳴門方面） - 徳島南部自動車道 - 桑野道路 - 福井道路 - 日和佐道路 - （美波～牟岐～海部） - 海部野根道路 - （安芸・高知方面）

## インターチェンジなど

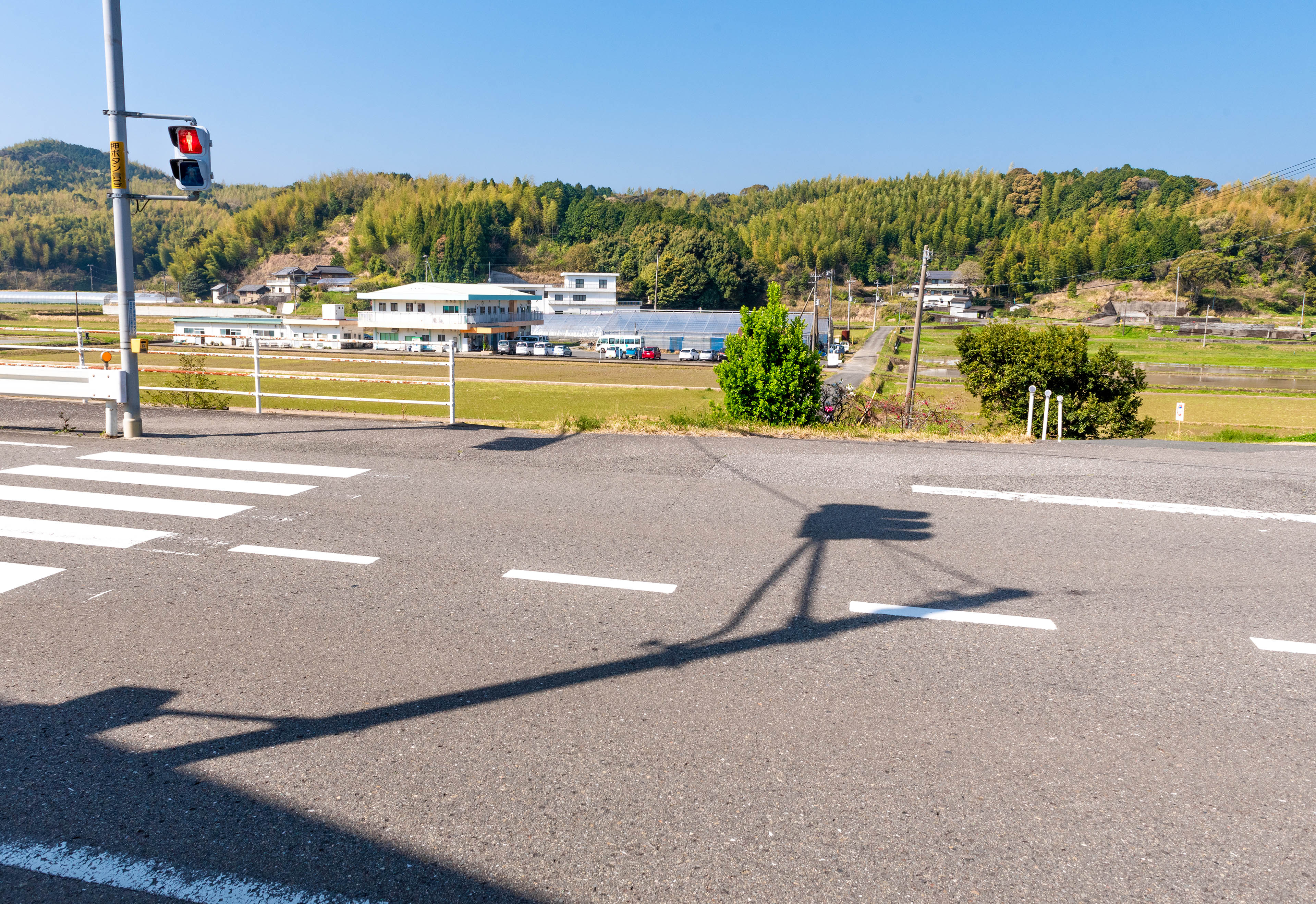
桑野IC建設地

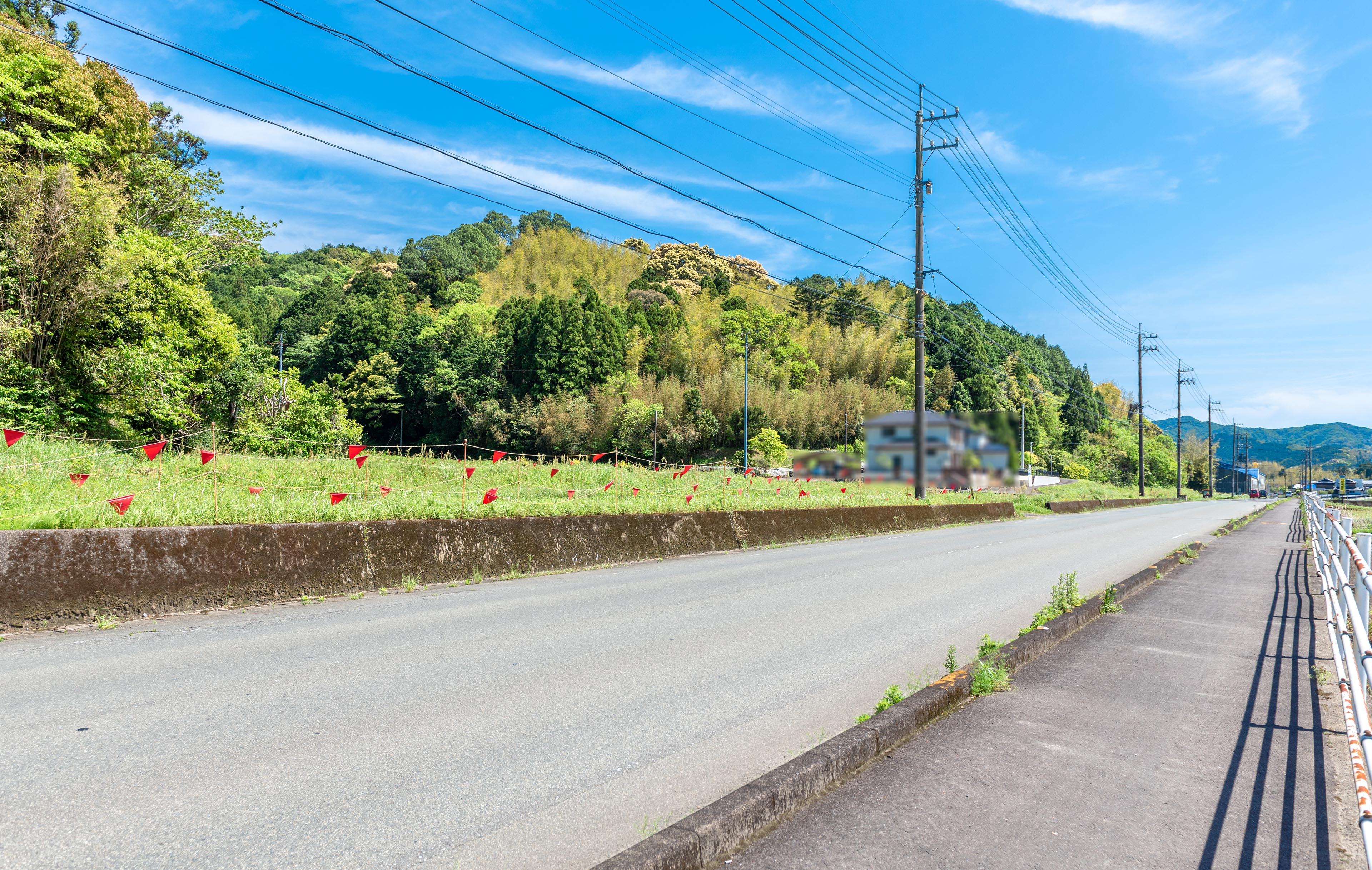
新野IC建設地

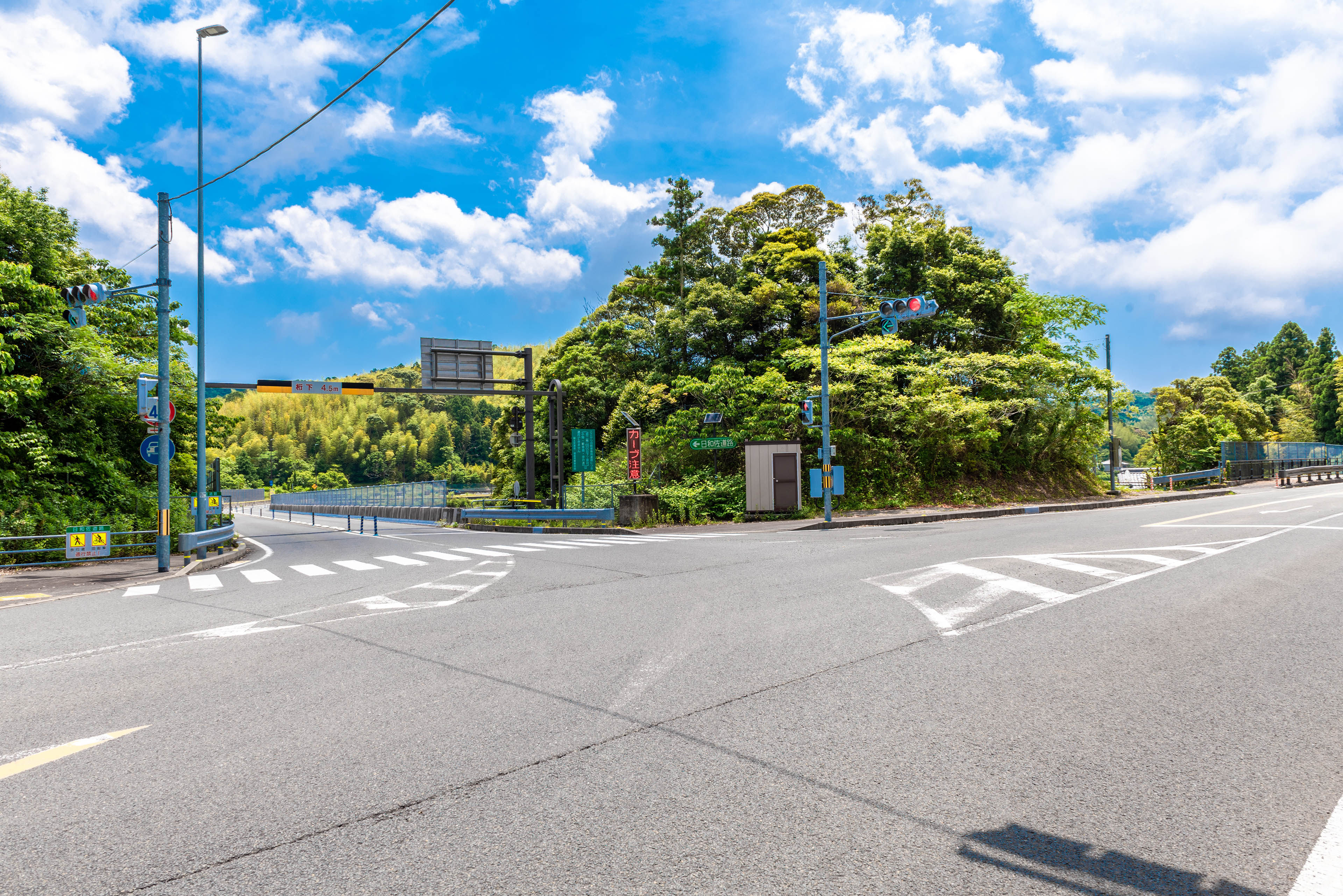
小野IC

- 施設名欄の背景色が■である部分は施設が供用されていない、または完成していないことを示す。未開通区間の名称は仮称。
- BS（バス停留所）のうち、○は運用中、◆は休止中の施設。無印はBSなし。
- 英略字は以下の項目を示す。
IC：インターチェンジ、BS：バスストップ、TN：トンネル

| IC 番号                 | 施設名     | 接続路線名               | 桑野 から (km) | 小野 から (km) | BS | 備考                                         | 所在地       | 所在地 |
| ----------------------- | ---------- | ------------------------ | -------------- | -------------- | -- | -------------------------------------------- | ------------ | ------ |
| E55 桑野道路 阿南方面   |            |                          |                |                |    |                                              |              |        |
| -                       | 桑野IC     | 国道195号                | 0.0            | 約9.6          |    |                                              | 徳島県阿南市 | 内原町 |
| -                       | ゆずり車線 |                          |                |                |    | 4車線区間 L=約1 km                           | 徳島県阿南市 | 橘町   |
| -                       | 新野IC     | 徳島県道24号羽ノ浦福井線 |                |                |    | ハーフIC（徳島方面出入口）                   | 徳島県阿南市 | 新野町 |
| -                       | 第7TN      |                          |                |                |    | L=1,080 m                                    | 徳島県阿南市 | 福井町 |
| -                       | 小野IC     | 国道55号（現道）         | 約9.6          | 0.0            |    | ハーフIC（由岐方面出入口） 2011年7月16日開通 | 徳島県阿南市 | 福井町 |
| E55 日和佐道路 安芸方面 |            |                          |                |                |    |                                              |              |        |

## 沿革
- 1994年（平成6年）12月 : 阿南安芸自動車道全体が計画路線に指定。
- 1998年（平成10年）12月18日 : 調査区間に指定。
- 2000年（平成12年）12月21日 : 整備区間指定後に実施する現地調査の一部を2001年度から先取りして実施することが決定したと報道される。[要文献特定詳細情報]
- 2008年（平成20年）10月14日 : 国の担当で整備すると報道される。[要文献特定詳細情報]
- 2009年（平成21年）11月24日 : 徳島東部都市計画道路変更素案発表。
- 2009年12月（平成21年） - 2010年（平成22年）1月 : 都市計画変更に関する説明会・素案縦覧・公聴会。
- 2010年（平成22年）4月30日 : 都市計画決定。
- 2012年（平成24年）4月6日 : 事業化。
- 2012年（平成24年）7月3日-5日 ：測量・調査立ち入り説明会を開催。
- 2015年（平成27年）5月27日 - ：地元説明会を開催。
- 2015年（平成27年）11月24日 - ：道路幅杭・現地協議に着手。
- 2016年（平成28年）2月22日 - ：境界立会・用地測量調査に着手。
- 2016年（平成28年）10月26日 - ：用地説明会に着手。
- 2016年（平成28年）12月 - ：用地補償協議に着手。
- 2020年（令和2年）2月21日 - ：埋蔵文化財試掘調査に着手。
- 2025年（令和７年）2月26日 ：新野トンネル掘削開始[3]

### 今後の開通予定
- 桑野IC - 新野IC：未定
- 新野IC - 小野IC：未定

## 主な橋・トンネル

### 橋
- 桑野IC - 新野IC
  - 東山跨道橋 (29 m・徳島県道35号阿南相生線)
- 新野IC - 小野IC
  - 福井川橋（139 m・福井川・国道55号）
  - 土佐谷高架橋（62 m・阿南市道阿部谷線）
  - 阿部谷川橋  （87 m・阿部谷川）
  - 馬路跨線橋（181 m・JR牟岐線、阿南市道馬路長谷川線）
  - 小野IC橋  （39m・徳島県道200号蒲生田福井線）

### トンネル
- 桑野IC - 新野IC
  - 竹ノ内トンネル (963 m)
  - 六反地トンネル (661 m)
  - 新野トンネル (314 m)
- 新野IC - 小野IC
  - 馬路トンネル (1,064 m)

## 通過する自治体
- 徳島県
  - 阿南市